# Jabbo Oltmanns
Jabbo Oltmanns (* 18. Mai 1783 in Wittmund, Ostfriesland; † 27. November 1833 in Berlin) war ein deutscher Mathematiker und Astronom, Mitarbeiter Alexander von Humboldts und Professor für Angewandte Mathematik in Berlin.

## Leben
Jabbo Oltmanns entstammte einer alteingesessenen und angesehenen Kaufmannsfamilie in Ostfriesland. Der Vater, Tjard Oltmanns, verstarb bereits 25-jährig, als Jabbo gerade zwei Jahre alt war. Über seine Kindheit, Schulzeit oder Ausbildung ist fast nichts bekannt. Erst im Alter von fast 17 Jahren wurde er konfirmiert (1800). Oltmanns lebte wahrscheinlich von 1802 bis 1804 als Kostgänger beim Prediger und späteren Konsistorialrat Uve Edden Ihmels (1756–1840) in Aurich.

Vermittelt durch Ludwig von Vincke zog Oltmanns 1805 nach Berlin und wurde dort Mitarbeiter von Johann Elert Bode, dem Leiter der Berliner Sternwarte. Er half Bode bei den astronomischen Beobachtungen und den Arbeiten am Berliner Astronomischen Jahrbuch, in dem auch seine ersten eigenen Schriften erschienen. Gleich im Ankunftsjahr lernte er Alexander von Humboldt kennen und arbeitete mit ihm ebenfalls zusammen, wobei er bis 1811 insbesondere als Bearbeiter von dessen astronomisch-geografischen Beobachtungen hervortrat, die in den Bänden XXI und XXII des Humboldt’schen Reisewerkes in Paris in französischer Sprache veröffentlicht wurden. Ausgehend von Humboldts Beobachtungen berechnete Oltmanns die geographischen Positionen von zahlreichen Orten Mittel- und Südamerikas, wobei er auch Daten anderer Reisender mit einbezog. Auf diese Weise entstand die erste wissenschaftlich fundierte Zusammenstellung der geographischen Längen- und Breitenangaben der wichtigsten Orte des neuen Kontinents, die noch um 1870 maßgeblich war. Diese Arbeiten brachten Jabbo Oltmanns hohes Lob und Anerkennung und, als besondere Auszeichnung, die Laland'sche Medaille des Instituts National der Pariser Akademie ein. Alexander von Humboldt schrieb in dieser Zeit (1806) in einem Brief an den Astronomen und Geodäten Franz Xaver von Zach über Jabbo Oltmanns: 

„Herr Oltmanns ist ein wunderbarer junger Mann, der sich ganz selbst gebildet hat, voll Talent, Bescheidenheit und unbegreiflicher Ausdauer. Er verläßt oft an vierzig Tagen kaum seine Arbeit, hat große Fertigkeit im höheren Calcul und gründliche Belesenheit. Menschen, die die Wissenschaften ihrer selbst willen lieben sind selten.“

Der frühe Ruhm, den Jabbo Oltmanns im Dienste Humboldts errang, wurde seiner Karriere später jedoch zum Verhängnis. Zwar erreichte Alexander bei seinem Bruder Wilhelm von Humboldt für den bewährten Mitarbeiter 1810 einen Ruf an die vom Bruder soeben gegründete Berliner Universität, verbunden mit der Auszeichnung, Mitglied der Preußischen Akademie der Wissenschaften zu werden. Aber auch die kaiserliche Regierung wurde auf ihn aufmerksam. Als brillanter Redner, dazu im Französischen bewandert, war er für die Regierung eine geradezu vollkommene Besetzung für den Posten eines „Unterpräfekten“ und Rentmeisters im nunmehr französischen „Departement Ost-Ems“ (1810–1813). 1812 war Oltmanns gezwungen, auf die beiden nicht wahrgenommenen Berliner Positionen zu verzichten.
Mit dem frühen Ende der „Franzosenzeit“ im Jahre 1813 verlor auch Jabbo Oltmanns sein Regierungsamt. Er schlug sich mit Mathematikunterricht in Ostfriesland durch, heiratete im November 1815 und begann mit neuen wissenschaftlichen Arbeiten, die 1824 schließlich dazu führten, dass König Friedrich Wilhelm III. von Preußen Jabbo Oltmanns zum Ordinarius der Berliner Fakultät für das Fach der Angewandten Mathematik ernannte. Dieses Amt übte er bis zu seinem frühen Tod am 27. November 1833 aus.

## Schriften
- Untersuchungen über die Geographie des neuen Continents. 2 Bände. Paris 1810.
- Die trigonometrisch-topographische Vermessung des Fürstenthums Ostfriesland. Mäcke, Leer 1815. (Digitalisat)
- Ueber die wahre Epoche der großen von Herodot erwähnten Sonnenfinsternis am Flusse Halys, In: Abhandlungen der mathematischen Klasse der Königlich-Preußischen Akademie der Wissenschaften zu Berlin aus den Jahren 1812–1813 (Realschul-Buchhandlung, Berlin, 1816). S. 75–94.
- Der deutsche Handelskanal oder die schiffbare Verbindung der deutschen Meere, Flüsse und Handelsstaaten nach älteren und neueren Vorschlägen, das nützlichste und würdigste Denkmal für Deutschlands wiedererrungene Freiheit. Heyse & Mecken, Bremen/Leer 1817. (Digitalisat)